# شیگکی واکابایاشی
شیگکی واکابایاشی (انگلیسی: Shigeki Wakabayashi؛ زادهٔ december ۲۴, ۱۹۶۶ (۵۸ سال)) ورزشکار بیسبال اهل ژاپن است.
وی در مسابقات کشوری و بین‌المللی در مجموع برندهٔ ۱ مدال برنز شده‌است.